# Angelo Cipolloni
Angelo Cipolloni (* 16. Februar 1970 in Rieti) ist ein ehemaliger italienischer Sprinter.
Er hatte sich auf den 200-Meter-Lauf spezialisiert und wurde über diese Distanz viermal italienischer Meister (1995 und 1996 im Freien sowie 1995 und 1997 in der Halle). International trat er vor allem in der 4-mal-100-Meter-Staffel in Erscheinung. Sein größter Erfolg war der Gewinn der Bronzemedaille bei den Leichtathletik-Weltmeisterschaften 1995 in Göteborg. Dort erreichte die italienische Staffel in der Aufstellung Giovanni Puggioni, Ezio Madonia, Angelo Cipolloni und Sandro Floris das Ziel in 39,07 s hinter den Mannschaften aus Kanada und Australien. Außerdem gewann Cipolloni mit der Staffel 1997 die Goldmedaille bei den Mittelmeerspielen.

## Bestleistungen
- 100 m: 10,37 s, 7. Juni 1997, Rom
- 200 m: 20,79 s, 1. September 1996, Rieti